# Vale da Pinta
Vale da Pinta ist ein Ort und eine ehemalige Gemeinde im mittleren Portugal.

## Geschichte
Der heutige Ort entstand vermutlich im Zusammenhang mit den Neubesiedlungen nach der Eroberungen dieser Region durch Portugals ersten König D. Afonso Henriques ab 1139. Erstmals dokumentiert findet sich der Ort in einer Urkunde des Jahres 1225 (als Valle da Pinta).
1437 wurde Vale da Pinta bereits als eigenständige Gemeinde mit eigener Gemeindekirche geführt.
Bis zur Gemeindereform 2013 war Vale da Pinta eine eigenständige Gemeinde des Kreises Cartaxo, dann wurde sie mit der Stadtgemeinde Cartaxo zu einer neuen Gesamtgemeinde zusammengefasst.
| Bevölkerungsentwicklung der Gemeinde Vale da Pinta (1864–2011) | Bevölkerungsentwicklung der Gemeinde Vale da Pinta (1864–2011) | Bevölkerungsentwicklung der Gemeinde Vale da Pinta (1864–2011) | Bevölkerungsentwicklung der Gemeinde Vale da Pinta (1864–2011) | Bevölkerungsentwicklung der Gemeinde Vale da Pinta (1864–2011) | Bevölkerungsentwicklung der Gemeinde Vale da Pinta (1864–2011) | Bevölkerungsentwicklung der Gemeinde Vale da Pinta (1864–2011) | Bevölkerungsentwicklung der Gemeinde Vale da Pinta (1864–2011) | Bevölkerungsentwicklung der Gemeinde Vale da Pinta (1864–2011) | Bevölkerungsentwicklung der Gemeinde Vale da Pinta (1864–2011) | Bevölkerungsentwicklung der Gemeinde Vale da Pinta (1864–2011) | Bevölkerungsentwicklung der Gemeinde Vale da Pinta (1864–2011) | Bevölkerungsentwicklung der Gemeinde Vale da Pinta (1864–2011) | Bevölkerungsentwicklung der Gemeinde Vale da Pinta (1864–2011) | Bevölkerungsentwicklung der Gemeinde Vale da Pinta (1864–2011) |
| -------------------------------------------------------------- | -------------------------------------------------------------- | -------------------------------------------------------------- | -------------------------------------------------------------- | -------------------------------------------------------------- | -------------------------------------------------------------- | -------------------------------------------------------------- | -------------------------------------------------------------- | -------------------------------------------------------------- | -------------------------------------------------------------- | -------------------------------------------------------------- | -------------------------------------------------------------- | -------------------------------------------------------------- | -------------------------------------------------------------- | -------------------------------------------------------------- |
| 1864                                                           | 1878                                                           | 1890                                                           | 1900                                                           | 1911                                                           | 1920                                                           | 1930                                                           | 1940                                                           | 1950                                                           | 1960                                                           | 1970                                                           | 1981                                                           | 1991                                                           | 2001                                                           | 2011                                                           |
| 606                                                            | 675                                                            | 791                                                            | 872                                                            | 963                                                            | 977                                                            | 989                                                            | 992                                                            | 1 069                                                          | 1 100                                                          | 994                                                            | 1 208                                                          | 1 246                                                          | 1 438                                                          | 1 295                                                          |

## Verwaltung
Vale da Pinta war Sitz einer gleichnamigen Gemeinde (Freguesia) im Kreis (Concelho) von Cartaxo im Distrikt Santarém. Die Gemeinde hatte 1295 Einwohner und eine Fläche von 9,17 km² (Stand 30. Juni 2011).
Folgende Ortschaften und Orte gehörten zum Gemeindegebiet:
- Casal do Carapaú
- Casal do Sol Posto
- Courelas
- Precateira
- Sítio dos Sousas
- Quinta do Vale
- Quinta Nova
- Vale da Pinta
- Vale de Gatos

Im Zuge der Gebietsreform vom 29. September 2013 wurden die Gemeinden Vale da Pinta und die Stadtgemeinde von Cartaxo zur neuen Gemeinde União das Freguesias do Cartaxo e Vale da Pinta zusammengeschlossen.